# Кислород
| 8            | Кислород |
| O15.999      |          |
| [He] 2s² 2p⁴ |          |

Кислоро́д (химический символ — O, от лат. Oxygenium) — химический элемент 16-й группы (по устаревшей классификации — главной подгруппы шестой группы, VIA) второго периода периодической системы Д. И. Менделеева с атомным номером 8.
Кислород — химически активный неметалл, является самым лёгким элементом из группы халькогенов.
Как простое вещество (при нормальных условиях) кислород — газ без цвета, вкуса и запаха, молекула которого состоит из двух атомов (формула — O2). Систематическое название: дикислород. Жидкий кислород (при низких температурах) имеет светло-голубой цвет, а твёрдый (при низких температурах) представляет собой кристаллы светло-синего цвета.
Существуют и другие аллотропные формы кислорода, например, озон — при нормальных условиях газ голубого цвета со специфическим запахом, молекула которого состоит из трёх атомов кислорода (формула O3). Систематическое название: трикислород. Часто можно почувствовать запах озона после грозы. Озон образует озоновый слой в стратосфере, который образуется там за счёт ионизации кислорода ультрафиолетом.

## История открытия
Официально считается, что кислород был открыт английским химиком Джозефом Пристли 1 августа 1774 года путём термического разложения оксида ртути в герметично закрытом сосуде (для нагрева вещества Пристли направлял на него солнечные лучи сфокусированные большой линзой). Реакция разложения оксида ртути:
{\displaystyle {\ce {2HgO ->[t] 2 Hg + O2 ^}}}.
Однако Пристли первоначально не понял, что открыл новое простое вещество, он считал, что выделил одну из составных частей воздуха (и назвал этот газ «дефлогистированным воздухом»). О своём наблюдении Пристли сообщил выдающемуся французскому химику Антуану Лавуазье. В 1775 году Лавуазье установил, что кислород является составной частью воздуха, кислот и содержится во многих веществах.
Несколькими годами ранее (в 1771 году) кислород также получил шведский химик Карл Шееле. Он прокаливал селитру с серной кислотой и затем разлагал образующийся оксид азота. Шееле назвал этот газ «огненным воздухом» и описал своё открытие в изданной в 1777 году книге (именно потому, что эта книга была опубликована позже, чем сообщил о своём открытии Пристли, последний и считается первооткрывателем кислорода). Шееле также сообщил о своём опыте Лавуазье.
Важным этапом, который способствовал открытию кислорода, были работы французского химика Пьера Байена, который опубликовал работы по окислению ртути и последующему разложению её оксида.
Наконец, окончательно разобрался в природе полученного газа А. Лавуазье, воспользовавшийся информацией от Пристли и Шееле. Его работа имела очень большое значение, потому что благодаря ей была ниспровергнута господствовавшая в то время и тормозившая развитие химии флогистонная теория. Лавуазье провёл опыт по сжиганию различных веществ и опроверг теорию флогистона, опубликовав результаты по изменению веса сожжённых элементов. Вес золы превышал первоначальный вес элемента, что дало Лавуазье право утверждать, что при горении происходит химическая реакция (окисление) вещества, в связи с этим масса исходного вещества увеличивается, что опровергает теорию флогистона.
Таким образом, заслугу открытия кислорода фактически делят между собой Пристли, Шееле и Лавуазье.

## Происхождение названия
Слово кислород (именовался в начале XIX века ещё «кислотвором») своим появлением в русском языке до какой-то степени обязано М. В. Ломоносову, который ввёл в употребление, наряду с другими неологизмами, слово «кислота»; таким образом слово «кислород», в свою очередь, явилось калькой термина «оксиген» (фр. oxygène), предложенного А. Лавуазье (от др.-греч. ὀξύς — «кислый» и γεννάω — «рождаю»), который переводится как «порождающий кислоту», что связано с первоначальным значением его — «кислота», ранее подразумевавшим вещества, именуемые по современной международной номенклатуре оксидами.

## Нахождение в природе

Накопление O_{2} в атмосфере Земли. Зелёный график — нижняя оценка уровня кислорода, красный — верхняя оценка.
1. (3,85—2,45 млрд лет назад) — O_{2} не производился
2. (2,45—1,85 млрд лет назад) — O_{2} производился, но поглощался океаном и породами морского дна
3. (1,85—0,85 млрд лет назад) — O_{2} выходит из океана, но расходуется при окислении горных пород на суше и при образовании озонового слоя
4. (0,85—0,54 млрд лет назад) — все горные породы на суше окислены, начинается накопление O_{2} в атмосфере
5. (0,54 млрд лет назад — по настоящее время) — современный период, содержание O_{2} в атмосфере стабилизировалось

Кислород — самый распространённый в земной коре элемент, на его долю (в составе различных соединений, главным образом силикатов) приходится около 60 % массы земной коры. В морской и пресной воде содержание связанного кислорода по массе — 85,82 %.
Известно более 1500 минералов, содержащих кислород.
В атмосфере концентрация свободного кислорода 20,95 % по объёму и 23,10 % по массе (всего около 1015 тонн). Однако до появления первых фотосинтезирующих микроорганизмов в архее 3,5 млрд лет назад в атмосфере его практически не было. Свободный кислород в больших количествах начал появляться в палеопротерозое (3—2,3 млрд лет назад) в результате глобального изменения состава атмосферы (эта эпоха получила название кислородная катастрофа). Первый миллиард лет после появления фотосинтезирующих организмов практически весь образующийся кислород поглощался растворёнными в океанах соединениями железа и при этом формировались залежи джеспилита. 3—2,7 млрд лет назад кислород начал накапливаться в атмосфере и 1,7 млрд лет назад его концентрация достигла 10 % от нынешнего уровня.
Повышение концентрации растворённого кислорода в воде океанов и свободного кислорода в атмосфере привело к вымиранию большинства анаэробных организмов. Но клеточное кислородное дыхание позволило аэробным организмам производить гораздо больше АТФ, чем анаэробным, и сделало их доминирующими организмами.
С начала кембрия 540 млн лет назад содержание кислорода колебалось от 15 % до 30 % по объёму. К концу каменноугольного периода (около 300 миллионов лет назад) его концентрация достигла максимума в 35 % по объёму, такое содержание кислорода в воздухе, возможно, способствовало увеличению размеров тела насекомых и земноводных в эту эпоху.
Основная часть кислорода на Земле выделяется фитопланктоном Мирового океана. Около 60 % кислорода от используемого живыми существами расходуется на процессы гниения и разложения, 80 % кислорода, производимого лесами, уходит на гниение и разложение растительности лесов.
Деятельность человека очень слабо влияет на количество свободного кислорода в атмосфере. Если кислород в атмосфере исчезнет, то при нынешних темпах фотосинтеза понадобится около 2000 лет, чтобы восстановить его прежнее содержание в атмосфере.
Кислород входит в состав многих органических веществ и присутствует во всех живых организмах. По числу атомов в живых клетках его около 25 %, по массовой доле — около 65 %.
В 2016 году датские учёные доказали, что свободный кислород присутствовал в атмосфере уже 3,8 млрд лет назад.
В 2024 году был обнаружен абиогенный источник свободного кислорода, так называемый «тёмный кислород», который производят железомарганцевые конкреции, найденные в глубоких слоях океана, куда не проникает свет, что исключает возможность образования в результате фотосинтеза.

## Физические свойства

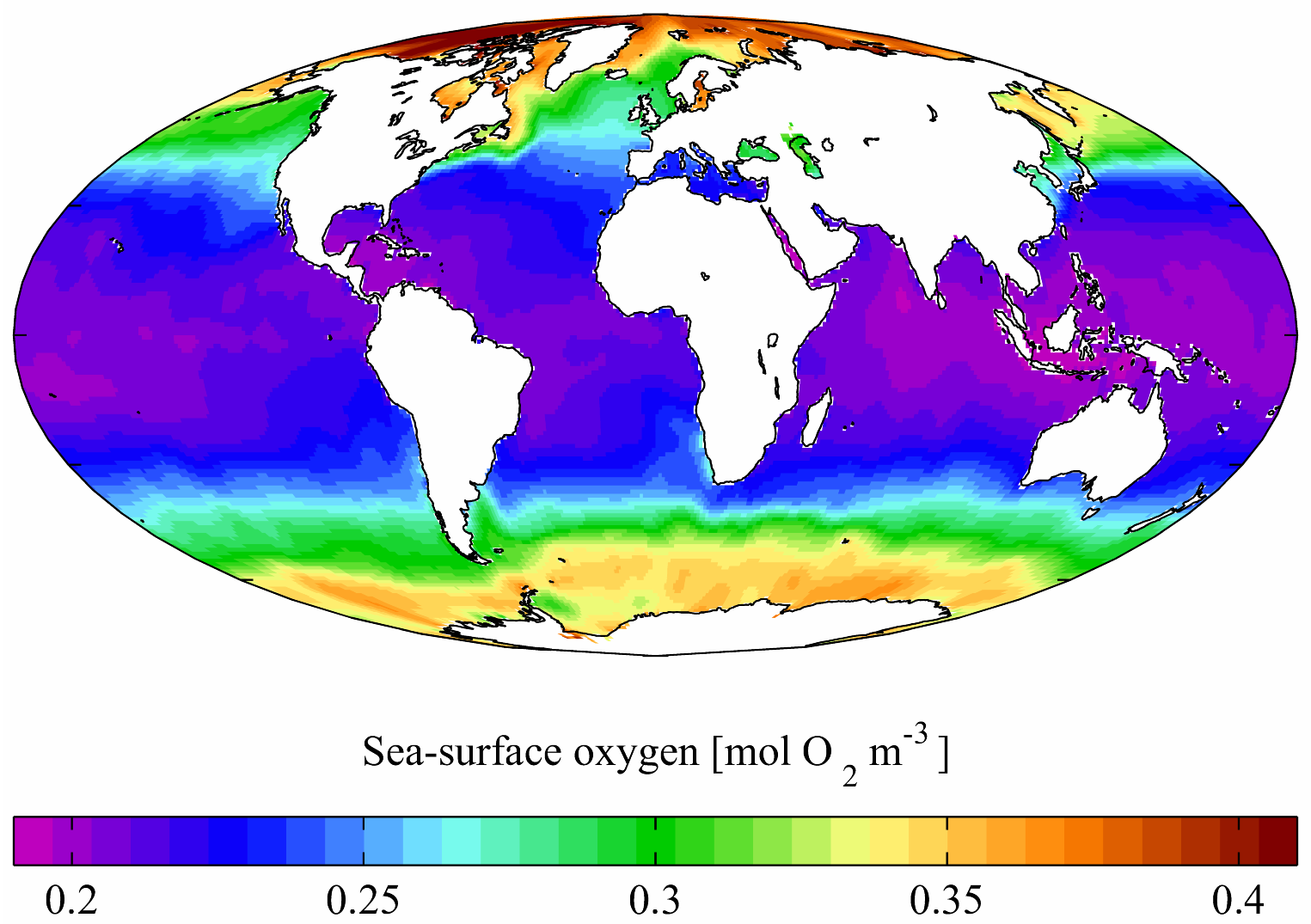
В мировом океане концентрация растворённого O_{2} больше в холодных водах, меньше — в тёплых

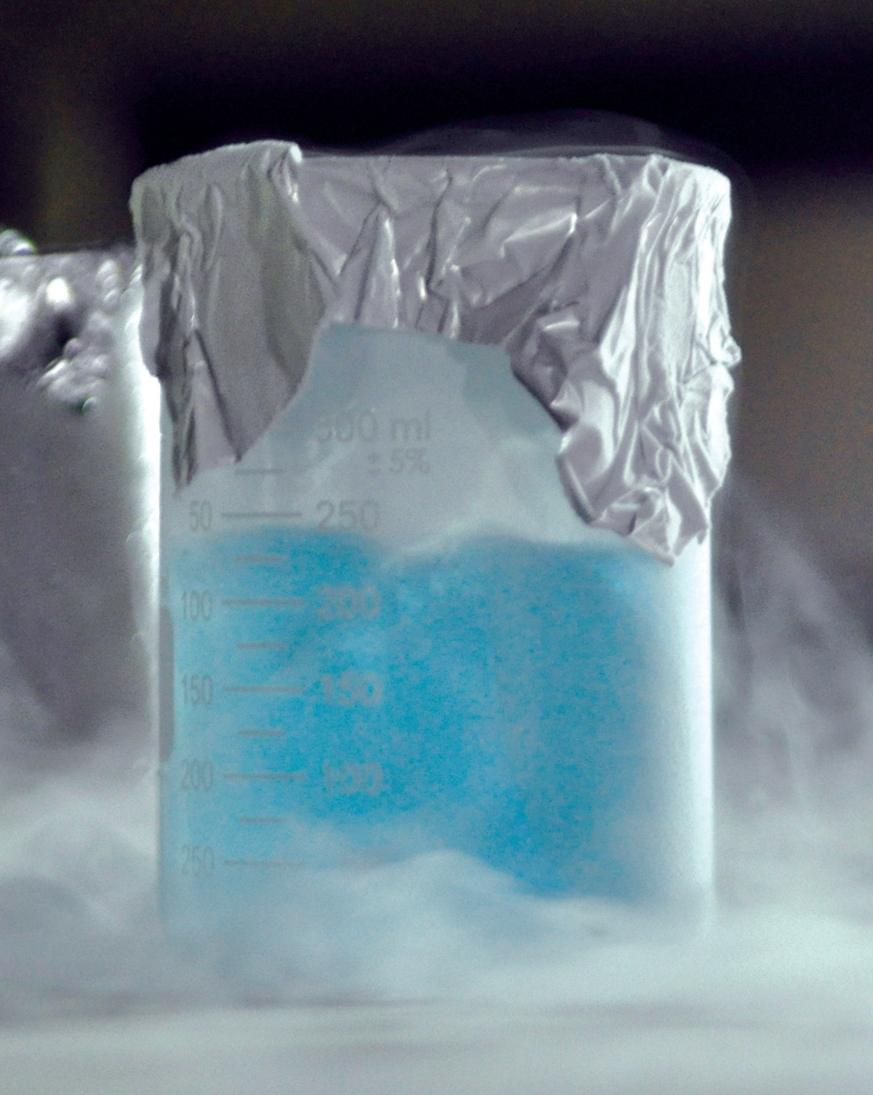
Жидкий кислород

При нормальных условиях кислород — это газ без цвета, вкуса и запаха.
1 л его при нормальных условиях имеет массу 1,429 г, то есть немного тяжелее воздуха. Слабо растворяется в воде (4,9 мл/100 г при 0 °C, 2,09 мл/100 г при +50 °C) и спирте (2,78 мл/100 г при +25 °C). Хорошо растворяется в расплавленном серебре (22 объёма O2 в 1 объёме Ag при +961 °C). Хорошо растворяется в перфторированных углеводородах (20—40 об %).
Межатомное расстояние — 0,12074 нм. Является парамагнетиком. В жидком виде притягивается магнитом.
При нагревании газообразного кислорода происходит его обратимая диссоциация на атомы, концентрация диссоциированных атомов в смеси при +2000 °C — 0,03 %, при +2600 °C — 1 %, +4000 °C — 59 %, +6000 °C — 99,5 %.
Жидкий кислород кипит под давлением 101,325 кПа при температуре −182,98 °C и представляет собой бледно-голубую жидкость. Критическая температура кислорода 154,58 К (−118,57 °C), критическое давление 4,882 МПа.

Фазовая диаграмма O_{2}

Твёрдый кислород (температура плавления −218,35 °C) — синие кристаллы. Всего известно шесть кристаллических фаз кислорода.
Три твёрдые фазы устойчивы при нормальном давлении (1 атм):
- α-О2 — устойчива при температуре ниже 23,65 K; это ярко-синие кристаллы моноклинной сингонии, параметры ячейки a = 5,403 Å, b = 3,429 Å, c = 5,086 Å; β = 132,53°[20].
- β-O2 — устойчива в интервале температур от 23,65 до 43,65 K; это бледно-синие кристаллы (при повышении давления цвет переходит в розовый) имеют ромбоэдрическую кристаллическую решётку, параметры ячейки a = 4,21 Å, α = 46,25°[20].
- γ-O2 — устойчива при температурах от 43,65 до 54,21 K; бледно-синие кристаллы имеют кубическую кристаллическую решётку, период решётки a=6,83 Å[20].

При высоких давлениях известны ещё три фазы:
- δ-O2 — устойчива в интервале температур 20—240 K и давление 6—8 ГПа, оранжевые кристаллы;
- ε-On — содержит молекулы O4[21] или O8[22][23], устойчива при давлении от 10 и до 96 ГПа, цвет кристаллов моноклинной сингонии от тёмно-красного до чёрного;
- ζ-On — устойчива при давление более 96 ГПа, металлическое состояние имеет характерный металлический блеск, при низких температурах переходит в сверхпроводящее состояние.

## Химические свойства
Сильный окислитель, самый химически активный неметалл после фтора, образует бинарные соединения со всеми химическими элементами, кроме гелия, неона, аргона; наиболее характерная степень окисления кислорода в них составляет −2 (оксиды). Как правило, реакции окисления с участием кислорода протекают с выделением тепла и ускоряются при повышении температуры (см. Горение). Примеры реакций, протекающих при комнатной температуре:
{\displaystyle {\ce {4 Li + O2 -> 2 Li2O,}}}
{\displaystyle {\ce {2 Sr + O2 -> 2 SrO}}}.
Окисляет соединения, в которых элементы находятся не в максимальной степени окисления:
{\displaystyle {\ce {2 NO + O2 -> 2 NO2 ^}}}.
Окисляет большинство органических соединений в реакциях горения:
{\displaystyle {\ce {2C6H6 + 15O2 -> 12CO2 + 6H2O,}}}
{\displaystyle {\ce {CH3CH2OH + 3O2 -> 2CO2 + 3H2O}}}.
При определённых условиях можно провести неполное окисление органического соединения:
{\displaystyle {\ce {CH3CH2OH + O2 -> CH3COOH + H2O}}}.
Кислород реагирует непосредственно (при нормальных условиях, при нагревании и/или в присутствии катализаторов) почти со всеми простыми веществами, кроме благородных металлов и инертных газов (He, Ne, Ar, Kr, Xe, Rn); реакции с галогенами происходят под воздействием электрического разряда или ультрафиолетового облучения. Косвенным путём могут быть получены оксиды благородных металлов и тяжёлых инертных газов (Xe, Rn). Во всех своих бинарных соединениях кислород имеет отрицательную степень окисления, кроме соединений со фтором (см. ниже #Фториды кислорода).
Кислород образует пероксиды со степенью окисления атома кислорода, формально равной −1.
- Например, пероксиды получаются при сгорании щелочных металлов в кислороде:

{\displaystyle {\ce {2 Na + O2 -> Na2O2}}}.
- Некоторые оксиды взаимодействуют с кислородом с образованием пероксидов, например:

{\displaystyle {\ce {2 BaO + O2 -> 2BaO2}}}.
- По теории горения, разработанной А. Н. Бахом и К. О. Энглером, окисление многих веществ происходит в две стадии с образованием промежуточного пероксидного соединения. Например, при охлаждении пламени горящего водорода льдом наряду с водой, образуется пероксид водорода:

{\displaystyle {\ce {H2 + O2 -> H2O2}}}.
- В надпероксидах кислород формально имеет степень окисления −½, то есть один электрон приходится на два атома кислорода (образуется ион O−
2). Надпероксиды получают взаимодействием пероксидов с кислородом при повышенных давлении и температуре, например:

{\displaystyle {\ce {Na2O2 + O2 -> 2NaO2}}}.
- Калий K, рубидий Rb и цезий Cs реагируют с кислородом сразу с образованием надпероксидов:

{\displaystyle {\ce {K + O2 -> KO2,}}}
{\displaystyle {\ce {Rb + O2 -> RbO2,}}}
{\displaystyle {\ce {Cs + O2 -> CsO2}}}.
- Существуют неорганические озониды содержащие ион O−
3 со степенью окисления кислорода, формально равной −⅓. Их получают действием озона на гидроксиды щелочных металлов:

{\displaystyle {\ce {3 KOH + 3 O3 -> 2 KO3 + KOH * H2O + 2 O2 ^}}}.
- В ионе диоксигенила O+
2 кислород имеет формально степень окисления +½. Его получают по реакции:

{\displaystyle {\ce {PtF6 + O2 -> O2PtF6}}}.
В этой реакции кислород проявляет восстановительные свойства.

### Фториды кислорода
- Дифторид кислорода, OF2, степень окисления кислорода +2, получают пропусканием фтора через разбавленный раствор щёлочи:

{\displaystyle {\ce {2 F2 + 2 NaOH -> 2 NaF + H2O + OF2 ^}}}.
- Монофторид кислорода (Диоксидифторид), O2F2, нестабилен, степень окисления кислорода +1. Получают из смеси фтора с кислородом в тлеющем разряде при температуре −196 °C:

{\displaystyle {\ce {F2 + O2 -> O2F2}}}.
- В тлеющем разряде в смеси фтора с кислородом при определённых давлении и температуре получают смеси высших фторидов кислорода O3F2, O4F2, O5F2 и O6F2.

- Квантовомеханические расчёты предсказывают устойчивое существование иона трифтороксония[англ.][24] OF+
3. Пока этот ион не открыт, но если он существует, то степень окисления кислорода в нём будет равна +4.

Кислород поддерживает процессы дыхания, горения, гниения.
В свободном виде элемент существует в двух аллотропных модификациях: O2 и O3 (озон). Как установили в 1899 году Пьер Кюри и Мария Склодовская-Кюри, под воздействием ионизирующего излучения O2 переходит в O3.

## Получение

### Ректификация жидкого воздуха
В настоящее время в промышленности кислород получают из воздуха.
Основным промышленным способом получения кислорода является криогенная ректификация.
Также применяются в промышленности кислородные установки, работающие на основе мембранного разделения воздуха и технологии, использующие адсорбционные методы.
В лабораториях пользуются кислородом промышленного производства, поставляемым в стальных баллонах под давлением около 15 МПа.

### Разложение кислородсодержащих веществ
Небольшие количества кислорода можно получать нагреванием перманганата калия {\displaystyle {\ce {KMnO4}}}:
{\displaystyle {\ce {2 KMnO4 ->[t] K2MnO4 + MnO2 + O2 ^}}}.
Используют также реакцию каталитического разложения пероксида водорода {\displaystyle {\ce {H2O2}}} в присутствии оксида марганца(IV):
{\displaystyle {\ce {2 H2O2 ->[{\ce {MnO2}}] 2 H2O + O2 ^}}}..
Кислород можно получить каталитическим разложением хлората калия (бертолетовой соли) {\displaystyle {\ce {KClO3}}}:
{\displaystyle {\ce {2 KClO3 -> 2 KCl + 3 O2 ^}}}.
Разложение оксида ртути(II) {{{1}}} было первым методом получения кислорода:
{\displaystyle {\ce {2 HgO ->[100\ {\ce {^{o}C}}] 2 Hg + O2 ^}}}.

### Электролиз водных растворов
К лабораторным способам получения кислорода относится метод электролиза разбавленных водных растворов щелочей, кислот и некоторых солей (сульфатов, нитратов щелочных металлов):
{\displaystyle {\ce {2 H2O ->[e^-] 2 H2 ^ + O2 ^}}}.

### Реакция перекисных соединений с углекислым газом
На подводных лодках и орбитальных станциях обычно получается реакцией пероксида натрия и углекислого газа, выдыхаемого человеком:
{\displaystyle {\ce {2 Na2O2 + 2 CO2 -> 2 Na2CO3 + O2 ^}}}.
Для соблюдения баланса объёмов поглощённого углекислого газа и выделившегося кислорода, к нему добавляют надпероксид калия. В космических кораблях для уменьшения веса иногда используется пероксид лития.

### Фотосинтез
Внутри растения происходит фотосинтез превращение воды и углекислый газ в сахара и кислород.
{\displaystyle {\ce {6 H2O + 6 CO2 -> C6H12O6 + 6O2 ^}}}.

## Применение
Широкое промышленное применение кислорода началось в середине XX века, после изобретения турбодетандеров — устройств для получения жидкого воздуха.

### Вметаллургии
Конвертерный способ производства стали или переработки штейнов связан с применением кислорода. Во многих металлургических агрегатах для более эффективного сжигания топлива вместо воздуха в горелках используют кислородно-воздушную смесь.

### Сварка и резка металлов
Кислород в баллонах голубого цвета широко используется для газопламенной резки и сварки металлов.

### Компонентракетного топлива
В качестве окислителя для ракетного топлива применяется жидкий кислород, пероксид водорода, азотная кислота и другие богатые кислородом соединения.
Смесь жидкого кислорода и жидкого озона — один из самых мощных окислителей ракетного топлива (удельный импульс смеси водород — озон превышает удельный импульс для пары водород-фтор и водород-фторид кислорода).

### Вмедицине
Медицинский кислород хранится в металлических газовых баллонах высокого давления голубого цвета различной ёмкости от 1,2 до 10,0 литров под давлением до 15 МПа (150 атм) и используется для обогащения дыхательных газовых смесей в наркозной аппаратуре, при нарушении дыхания, для купирования приступа бронхиальной астмы, устранения гипоксии любого генеза, при декомпрессионной болезни. Крупные медицинские учреждения могут использовать не сжатый кислород в баллонах, а сжиженный в сосуде Дьюара большой ёмкости. Для индивидуального применения медицинским кислородом из баллонов заполняют специальные прорезиненные ёмкости — кислородные подушки. Для подачи кислорода или кислородо-воздушной смеси одновременно одному или двум пострадавшим в полевых условиях или в условиях стационара применяются кислородные ингаляторы различных моделей и модификаций. Достоинством кислородного ингалятора является наличие конденсатора-увлажнителя газовой смеси, использующего влагу выдыхаемого воздуха. Для расчёта оставшегося в баллоне количества кислорода в литрах обычно величину давления в баллоне в атмосферах (по манометру редуктора) умножают на величину ёмкости баллона в литрах. Например, в баллоне вместимостью 2 литра манометр показывает давление кислорода 100 атм. Объём кислорода в этом случае равен 100 × 2 = 200 литров.

### Впищевой промышленности
В пищевой промышленности кислород зарегистрирован в качестве пищевой добавки E948, как пропеллент и упаковочный газ.

### Вхимической промышленности
В химической промышленности кислород используют как реактив-окислитель в многочисленных синтезах, например, окисления углеводородов в кислородсодержащие соединения (спирты, альдегиды, кислоты), диоксид серы в триоксид серы, аммиака в оксиды азота в производстве азотной кислоты. Вследствие высоких температур, развивающихся при окислении, последние описанные реакции часто проводят в режиме горения.

### Всельском хозяйстве
В тепличном хозяйстве для изготовления кислородных коктейлей, для прибавки в весе у животных, для обогащения кислородом водной среды в рыбоводстве.

## Биологическая роль кислорода

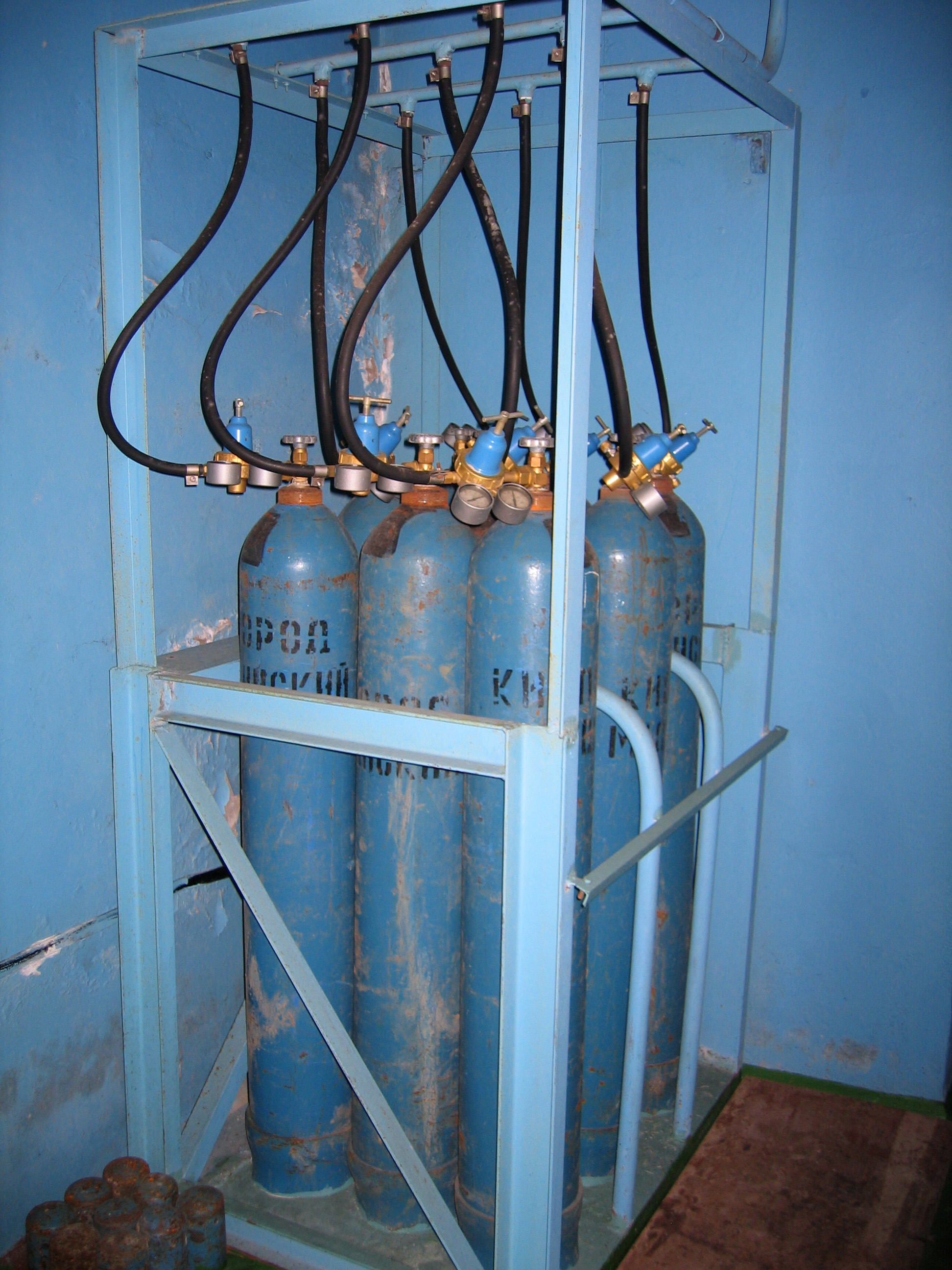
Аварийный запас кислорода в бомбоубежище

Кислород является одним из биогенных элементов; большинство соединений, входящих в состав живых организмов: вода, кислоты, эфиры, альдегиды и кетоны, спирты и амины, азотистые основания (кроме аденина), соединения и полимеры смешанного состава, такие как, например, нуклеиновые кислоты или хитин, содержат кислород. Как правило, в молекуле он либо связан с углеродным скелетом, либо входит в состав неметаллических боковых групп, например -NO2.
O2 — побочный продукт кислородного фотосинтеза (представляет собой окисленный кислород воды) и акцептор электронов для организмов с кислородным типом клеточного дыхания (аэробов), в конце этого процесса он превращается в кислород воды. Выделение кислорода фотосинтетиками превышает их собственное потребление, благодаря чему могут существовать экосистемы, по большей части состоящие из аэробов.
Широко используется кислород в медицине. При сердечно-сосудистых заболеваниях для улучшения обменных процессов в желудок вводили кислородную пену («кислородный коктейль»). Подкожное введение кислорода используют при трофических язвах, слоновости, гангрене и других серьёзных заболеваниях. Для обеззараживания и дезодорации воздуха и очистки питьевой воды применяют искусственное обогащение озоном. Радиоактивный изотоп кислорода 15O применяется для исследований скорости кровотока, лёгочной вентиляции.

## Токсичные производные кислорода
Некоторые производные кислорода (т. н. реактивные формы кислорода), такие, как синглетный кислород, пероксид водорода, супероксид, озон и гидроксильный радикал, являются токсичными и реакционноспособными продуктами. Они образуются в процессе активирования или частичного восстановления кислорода. Супероксид (супероксидный радикал), пероксид водорода и гидроксильный радикал могут образовываться в клетках и тканях организма человека и животных и вызывают оксидативный стресс.

## Токсичность кислорода
Длительное вдыхание чистого кислорода может иметь опасные последствия для организма. Безопасно длительно дышать при обычном давлении смесями, содержащими до 60 % кислорода, вдыхая и выдыхая через нос, поскольку зубная эмаль и верхние дыхательные пути особенно страдают от контакта с чистым кислородом. Дыхание 90 % кислородом в течение 3 суток приводит к тахикардии, рвоте, пневмонии, судорогам. При повышении давления токсическое действие кислорода ускоряется и усиливается. Молодые люди более чувствительны к токсическому действию кислорода, чем пожилые.

## Изотопы
Кислород имеет три стабильных изотопа: 16O, 17O и 18O, среднее содержание которых составляет соответственно 99,759 %, 0,037 % и 0,204 % от общего числа атомов кислорода на Земле. Резкое преобладание в смеси изотопов наиболее лёгкого из них 16O связано с тем, что ядро атома 16O состоит из 8 протонов и 8 нейтронов (дважды магическое ядро с заполненными нейтронной и протонной оболочками). А такие ядра, как следует из теории строения атомного ядра, обладают особой устойчивостью.
Также известны радиоактивные изотопы кислорода с массовыми числами от 12O до 28O. Все радиоактивные изотопы кислорода имеют малый период полураспада, наиболее долгоживущий из них — 15O с периодом полураспада ~120 секунд. Наиболее краткоживущий изотоп 12O имеет период полураспада 5,8⋅10−22 секунд.